# Ясен звичайний (форма плакуча) (Кам'янець-Подільський)
Я́сен звича́йний (фо́рма плаку́ча) — ботанічна пам'ятка природи місцевого значення в Україні. Розташована в межах міста Кам'янець-Подільський, вул. Суворова, 15. 
Площа 0,02 га. Статус надано згідно з розпорядженням облвиконкому від 11.06.1970 року № 156-р«б». Перебуває у віданні: КП «Кам'янецький парк». 
Статус надано з метою збереження декоративного дерева — ясена звичайного плакучої форми.